# Glendale (hrabstwo Monroe)
Glendale – miasto w Stanach Zjednoczonych, w stanie Wisconsin, w hrabstwie Monroe.